# Littérature allemande de science-fiction
Vous lisez un « bon article » labellisé en 2008.
La littérature allemande de science-fiction regroupe toutes les productions littéraires germanophones, qu'elles soient d'origine allemande, suisse ou autrichienne, relevant du genre de la science-fiction. La littérature allemande de science-fiction au sens moderne du terme apparaît à la fin du XIXe siècle avec l'écrivain Kurd Laßwitz, tandis que Jules Verne, en France, a déjà écrit la plus grande partie de ses Voyages extraordinaires et que H. G. Wells, en Grande-Bretagne, travaille à la publication de son roman L'Homme invisible.
À partir de 1949, la création de deux Allemagnes concurrentes a un impact direct sur l'évolution de la littérature d'anticipation des deux côtés du rideau de fer. À l'Ouest, le modèle américain dominant du space opera donne naissance à une série à succès intitulée Perry Rhodan. À l'Est, le régime socialiste encadre strictement un genre qui n'a de raison d'être que par ses affinités philosophiques avec le concept socio-historique d'utopie. C'est seulement à partir des années 1990 que la littérature allemande de science-fiction commencera à trouver sa place sur la scène internationale avec les romans de jeunes écrivains nés après-guerre comme Andreas Eschbach.

## Le terme «Science Fiction» dans la langue allemande
La langue allemande contemporaine utilise le terme anglais de Science Fiction, en conservant sa prononciation d'origine : [ˌsaɪənsˈfɪkʃn̩]. Ce terme peut être abrégé en SF, Sci-Fi ou SciFi. Si SF renvoie communément à la science-fiction dans son ensemble, le diminutif Sci-Fi est parfois utilisé de manière plus péjorative pour désigner un genre commercial de piètre qualité.
Avant l'adoption généralisée du mot Science Fiction à la fin des années 1950, la langue allemande disposait de nombreux autres termes spécifiques. Ainsi parlait-on de Zukunftsroman (« roman d'anticipation »), de technischer Zukunftsroman (« roman d'anticipation technique »), de utopischer Roman (« roman utopique »), de utopisch-technischer Roman (« roman utopique technique »), ou de wissenschaftlich-phantastischer Roman (« roman scientifique fantastique »). Entre 1949 et 1990, en République démocratique allemande, le terme courant était wissenschaftliche Phantastik (« fantastique scientifique »), un vocable directement traduit de l'expression russe Научная фантастика.

## Histoire du genre dans l'espace germanophone

### Les Précurseurs

Portrait de Johannes Kepler

C'est en 1634 que paraît de manière posthume le Somnium de l'astronome allemand Johannes Kepler qui distille ses nouvelles idées sur la cosmologie à l’occasion d'un voyage imaginaire de la Terre à la Lune. Si le texte s'apparente au genre de la science-fiction au sens presque moderne du terme et fut l'œuvre d'un Allemand, sa version originale fut cependant rédigée en latin. Sa première paraphrase allemande, Traum von Mond (Rêve de Lune), fut publiée par Ludwig Günther en 1898, une époque où l'Europe voit naître ses premiers grands récits d'anticipation scientifique.
Au XVIIIe siècle, en 1744, Eberhard Christian Kindermann, un astronome amateur, imagine un voyage sur la première lune de Mars dans un court récit intitulé Die geschwinde Reise auf dem Lufft-Schiff nach der Oberen Welt, welche jüngsthin fünff Personen angestellet […] (Le Rapide Voyage dans le monde supérieur effectué tout récemment par cinq personnes à bord d'un aérostat). Ce texte est généralement considéré comme le premier récit de science-fiction de langue allemande. Le récit de Kindermann se distingue particulièrement par l'attention que l'auteur porte aux aspects techniques de son voyage imaginaire : description de la carte du ciel, calcul de la distance qui sépare Mars de la Terre et utilisation de la théorie du vide de Franceso Lana-Terzi (1670) pour le déplacement d'un aérostat dans l'espace. Le style est caractéristique de l'époque baroque tardive avec des allégories tirées de la mythologie gréco-romaine (apparition de Fama ou du dieu Bellone) et de nombreuses références religieuses. Le monde de Mars y est finalement présenté comme une utopie religieuse dans laquelle les Martiens communiquent directement avec Dieu, sans l'intercession de la Bible.

### Classicisme et romantisme allemand

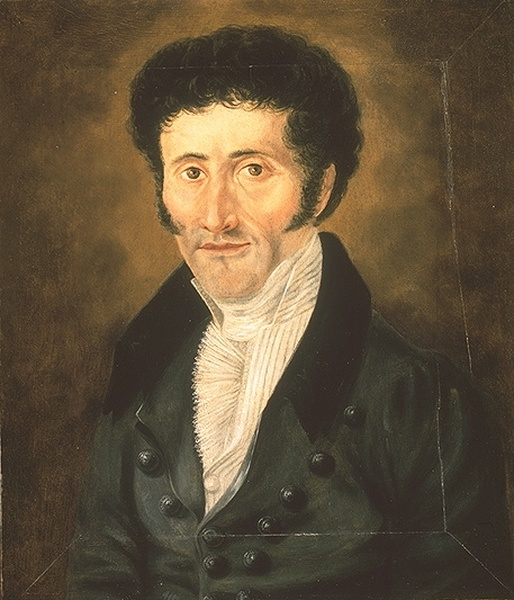
Portrait d'E.T.A. Hoffman.

En 1755, le philosophe Emmanuel Kant publie une Histoire de la nature et théorie du ciel, inspirée des théories nouvelles d'Isaac Newton. La dernière partie de ce traité est plus particulièrement consacrée aux planètes du système solaire qui, selon Kant, sont toutes nécessairement habitées pour permettre la migration des âmes. Cette thèse ouvre dès lors la voie aux rencontres interplanétaires. À la fin du XVIIIe siècle, dans un autre domaine, l'écrivain allemand Jean Paul (1763-1825) écrit une nouvelle intitulée Der Maschinenmensch (L'Homme-machine) qui parodie à la fois la mécanisation possible de toutes les actions humaines (se réveiller, mâcher, écrire, etc.) et l'approche matérialiste de La Mettrie qui avait publié le traité éponyme en 1747.
Inspiré par le roman gothique anglais qui associe le merveilleux à la spiritualité dans une atmosphère sombre mêlée d'angoisse, le romantisme allemand développe des thématiques qui explorent les limites de la rationalité. Ainsi, certains Nachtstücke (Contes nocturnes) d'E.T.A. Hoffmann (1776-1822) évoquent des thèmes apparentés à la science-fiction, comme l'automate à forme humaine ou le trafic d'organes humains, comme dans L'Homme au sable (1816). Mais le traitement littéraire fantastique de ces éléments fait toujours hésiter le héros hoffmannien entre une interprétation savante des faits et sa crainte d'être victime de terribles hallucinations.
Cette période voit également paraître en 1810 un roman d'anticipation de Julius von Voß, un écrivain populaire et très prolifique à cette époque. Ini. Ein Roman aus dem einundzwanzigsten Jahrhundert (Ini, un roman du vingt-et-unième siècle) raconte l'histoire de Guido, un jeune homme qui vit de nombreuses aventures à travers le monde pour gagner le cœur de sa bien-aimée, la princesse africaine Ini. Son esprit d'invention et ses capacités techniques lui permettront de mettre un terme à la funeste guerre qui éclate entre l'Europe et l'Afrique. Le récit est un pastiche de Bildungsroman, un genre littéraire caractéristique de la littérature allemande classique, truffé d'anticipations techniques souvent convaincantes dans des domaines aussi variés que l'armement, la stratégie militaire, la religion, l'éducation, la justice, la vie en société, etc. En 1824, Julius von Voß publie également une pièce de théâtre en cinq actes qui relate un voyage dans le temps présent, passé et futur. Premier acte : Berlin im Jahre 1724 (Berlin en l'an 1724), deuxième et troisième actes : Berlin im Jahre 1824 (Berlin en l'an 1824), quatrième et cinquième actes : Berlin im Jahre 1924 (Berlin en l'an 1924).

### Révolution industrielle et Prusse wilhelmienne: 1870-1918
Ce sont les révolutions industrielles du XIXe siècle et l'avènement de la technique comme instrument privilégié du progrès des sociétés humaines qui permettent à la science-fiction moderne de prendre son essor. En 1871, alors qu'en France Jules Verne arrive au sommet de sa production littéraire, la science-fiction allemande moderne naît avec les premières nouvelles de Kurd Laßwitz (1848-1910) et d'Albert Daiber (1857-1928). La production littéraire de Kurd Laßwitz, également éditeur, mathématicien et philosophe, culmine avec Auf zwei Planeten (Sur deux Planètes), un roman-fleuve de près de mille pages publié en 1897. Lors d'un voyage en ballon au pôle Nord, des explorateurs allemands découvrent une station martienne secrète. Les deux civilisations entrent bientôt en contact, mais un malheureux incident menace de faire éclater une guerre. Entre sa date de parution et son interdiction sous le IIIe Reich, le roman se vendit à 70 000 exemplaires, un chiffre très important pour l'époque. L'œuvre de Kurd Laßwitz, composée de trois romans et de nombreuses nouvelles, développe des récits à caractère technique, philosophique ou mathématique largement inspirés du néo-kantisme et, à partir du début du XIXe siècle, de l'œuvre du psycho-physicien Gustav Fechner.

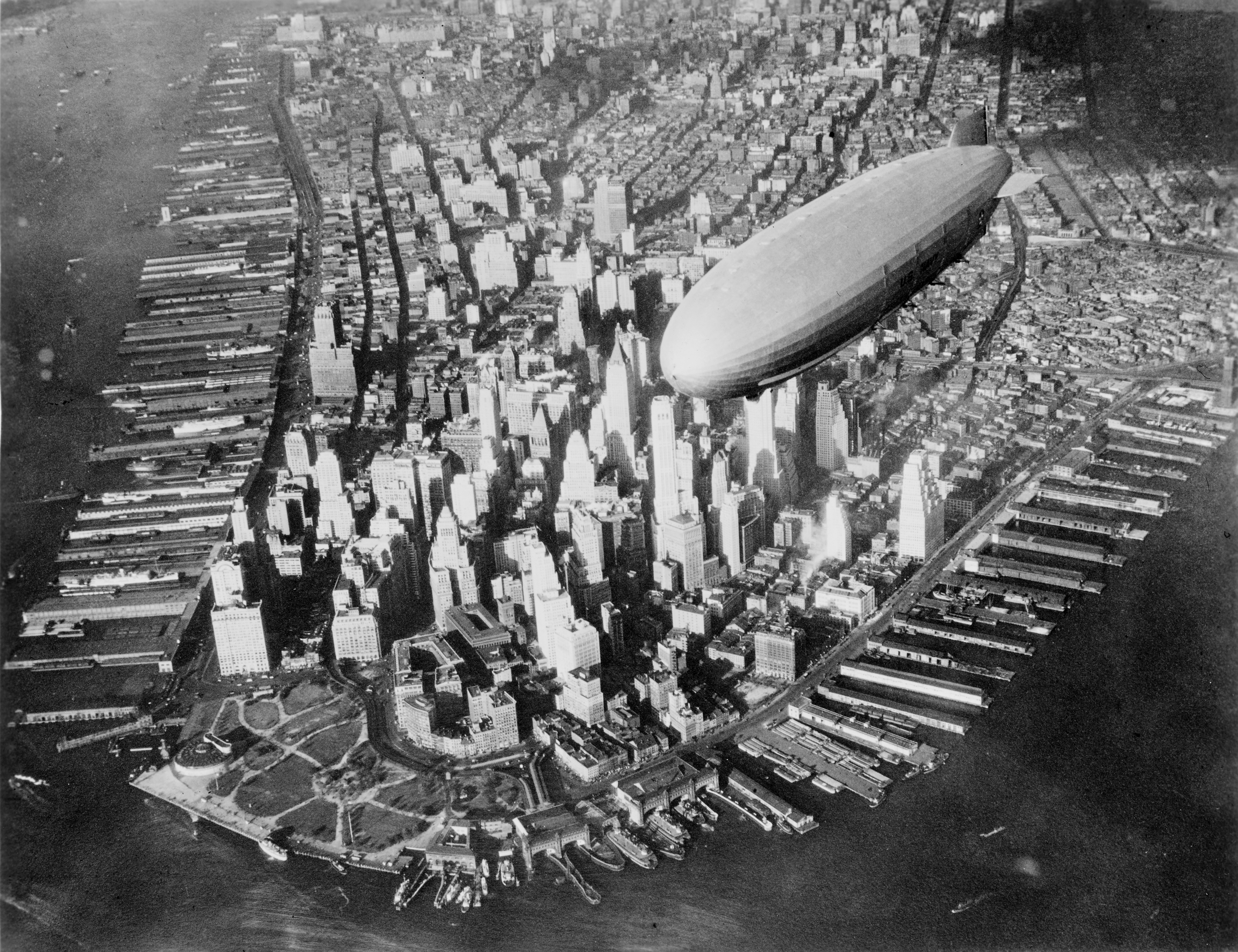
Un ballon dirigeable au-dessus de Manhattan.

Au début du XXe siècle, la naissance des dirigeables de type Zeppelin stimule grandement l'imagination des auteurs d'anticipation. Emil Sandt fut l'un des plus célèbres représentants de cette vague d'écrivains qui s'étaient donné pour tâche de communiquer leur enthousiasme pour les plus légers que l'air à toute la population allemande. Cavete ! (Cavete !) fut l'un des romans les plus populaires de l'ère wilhelmienne et valut à Emil Sandt le surnom de « Jules Verne allemand » - un honneur que l'auteur, modestement, refusa. À cette époque d'euphorie généralisée pour l'aéronautique, il n'y aura qu'un satiriste aussi acerbe que l'écrivain autrichien Karl Kraus pour oser affirmer en 1908 : « Je date la fin du monde des débuts de l'aéronautique. »
En 1909, Max Popp rend un hommage vibrant à Jules Verne dans la première monographie allemande sur le romancier français, Julius Verne und sein Werk. Des großen Romantikers Leben, Werke und Nachfolger (Jules Verne et son œuvre. La vie, les œuvres et les successeurs du grand romancier), inspirée des travaux contemporains de Charles Lemire. Dans les deuxième et troisième parties de son ouvrage, Max Popp propose ce qui peut être considéré comme la première grande synthèse sur le genre de l'anticipation technique à cette époque. Dans le sillage cométaire de l'Hector Servadac de Jules Verne, Friedrich Wilhelm Mader offre à la jeunesse allemande un voyage interstellaire jusqu'à la lointaine Alpha Centauri avec Wunderwelten (Mondes merveilleux), un roman éducatif et divertissant publié en 1911.
Contemporain de Kurd Laßwitz, Paul Scheerbart (1863-1915) est un utopiste antimilitariste et fantasque qui publie des romans futuristes dans la droite ligne des contes philosophiques de Jonathan Swift. L'auteur laisse libre cours à un imaginaire cosmique qui pose la question du lien ontologique entre l'individu et l'univers, sans développer les éléments purement techniques propres au genre. Ses deux œuvres les plus célèbres dans ce domaine sont le recueil de nouvelles Astrale Noveletten (Novelettes astrales), daté de 1912, et le roman Lesabéndio. Ein Asteroïden Roman (Lesabéndio. Un roman d'astéroïde), paru en 1913. Paul Scheerbart y dépeint des civilisations lunaire ou extra-terrestre qui s'émerveillent devant le spectacle lumineux d'un univers vivant.
Cette même année 1913 paraît Der Tunnel (Le Tunnel) de l'écrivain Bernhard Kellermann (1879-1952). Ce roman connaît un tel succès éditorial qu'il sera adapté à deux reprises au cinéma en l'espace de vingt ans. Ce roman « réaliste » décrit de manière saisissante les conséquences économiques et sociales de la construction d'un gigantesque tunnel ferroviaire sous l'océan Atlantique destiné à relier l'Europe et l'Amérique.
Dans le sous-genre particulier de la nouvelle d'anticipation, un auteur comme Carl Grunert se distingue par la publication à succès d'une trentaine de récits de science-fiction entre 1904 et 1914. Ses recueils les plus marquants furent Feinde im Weltall? (Des ennemis dans l'univers ?, 1907) et Der Marsspion (L'espion de Mars, 1908). Carl Grunert multiplie les clins d'œil à Jules Verne, Kurd Laßwitz ou Herbert George Wells et développe certaines de leurs idées de manière originale.
Dans le domaine des publications périodiques, le roman populaire et anonyme Der Luftpirat und sein lenkbares Luftschiff (Le Pirate de l'air et son aérostat dirigeable) connaît un franc succès éditorial entre 1908 et 1912 avec 165 livraisons à rythme hebdomadaire. Justicier solitaire et maître des hautes strates de l'atmosphère, le Capitaine Mors est clairement inspiré des héros de Jules Verne, synthèse de Robur le Conquérant et du Capitaine Nemo. L'un des auteurs présumés de ce roman à épisodes, Oskar Hoffmann, écrivit plusieurs autres romans d'anticipation entre 1902 et 1911 qui mettent en scène la conquête de l'air par des ballons dirigeables ainsi que des ouvrages de vulgarisation sur l'astronomie et la technique.
Le roman de colportage est représenté à cette époque par un auteur aussi prolifique que populaire : Robert Kraft (1869-1916). Ses innombrables romans (près de 40 000 pages imprimées) explorent tous les genres littéraires avec une prédilection pour les histoires fantastiques, le récit d'aventures et le roman d'anticipation. C'est ainsi que paraissent en 1909 Der Herr der Lüfte (Le Seigneur des airs), Die Nihilit-Expedition (À la recherche du nihilit), Im Zeppelin um die Welt (Le Tour du monde en Zeppelin), ou bien, en 1910, Im Aeroplan um die Erde (En aéroplane autour de la Terre).

### République de Weimar: 1919-1932
Après la défaite allemande de la Première Guerre mondiale, le paysage science-fictionnel de la République de Weimar est marqué par un tenace esprit de revanche qui produit une pléthore d'œuvres militaristes où l'ingénieur allemand, soudain promu défenseur suprême de la nation humiliée, invente des armes nouvelles et extraordinaires, capables de faire oublier à l'ennemi son odieux traité de Versailles. Ainsi paraissent pour la seule année 1922 des romans comme Deutschlands Neubewaffnung und Freiheitskampf (Le réarmement de l'Allemagne et son combat pour la liberté), paru anonymement, Der zweite Weltkrieg (La Seconde Guerre mondiale) de Werner Grassegger, ou bien Der letzte Kampf (Le Dernier Combat) de Hans Bußmann. À l'opposé, dans un roman comme Fanale am Himmel (Des fanals dans le ciel), paru en 1925, Karl-August Laffert combat ce revanchisme forcené par la vision d'un « pacifisme agressif » où la paix ne peut être garantie que par les armes.

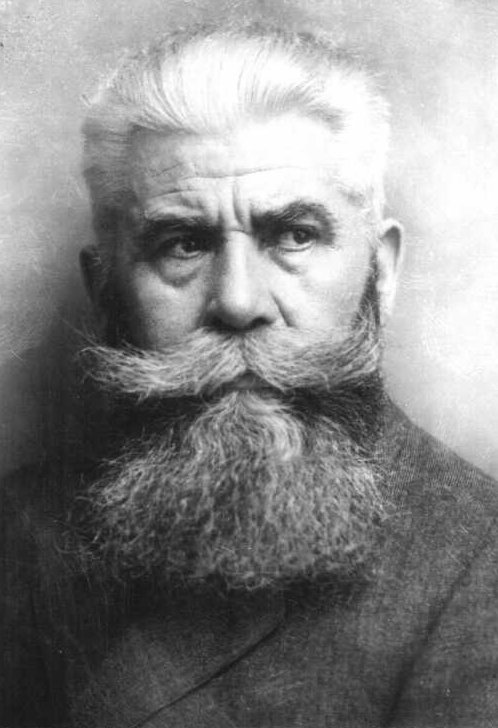
Hanns Hörbiger.

Sur le plan scientifique, la cosmogonie glaciaire (Welteislehre) de l'ingénieur allemand Hanns Hörbiger, publiée en 1912, frappe les esprits de l'époque. L'idée d'un univers d'essence thermodynamique où alternent les boules de feu (soleil, étoiles) et les blocs de glace (planètes, astéroïdes) sert d'arrière-plan scientifique à des romans comme Der Untergang der Luna (La Fin de la Lune), écrit par Karl-August Laffert en 1921, ou bien Die Sintflut von Atlantis (Le Déluge de l'Atlantide) de Georg Theodor Fuhse, paru en 1928.
Les années 1920 et 1930 voient naître les premiers essais techniques de fusées à réaction qui aboutissent à la création du premier club aérospatial du monde à Berlin-Tegel, le Verein für Raumschiffahrt (Club d'Aéronautique Spatiale). Cet engouement pour les fusées donne bientôt naissance à un courant littéraire dénommé Weltraumbewegung (Mouvement pour l'espace) dans lequel s'illustrera un écrivain comme Otto Willi Gail (1896-1956). Inspirée par les travaux de l'ingénieur allemand Hermann Oberth qui seront largement vulgarisés par Max Valier, l'œuvre d'Otto Willi Gail est presque entièrement consacrée au voyage dans l'espace, avec de nombreuses considérations scientifiques et techniques. Hans Hardts Mondfahrt (Un voyage dans la Lune 1928) peut se lire comme une réponse moderne au roman de Jules Verne intitulé De la Terre à la Lune (1865).
L'un des auteurs d'anticipation les plus populaires et les plus prolifiques de cette époque fut sans aucun doute Otfrid von Hanstein dont une douzaine de romans furent rapidement traduits en anglais - à la demande expresse du célèbre éditeur Hugo Gernsback. Ses œuvres mêlent aux récits d'aventures des enquêtes policières et des anticipations techniques. Ses titres majeurs furent Die Farm des Verschollenen (La Ferme du disparu, 1924), Elektropolis (Radiopolis, 1927) ou Mond-Rak I (Jusqu'à la Lune en fusée aérienne, 1929). L'anticipation technique et l'idéal socialiste font également l'heure de gloire d'auteurs comme Werner Illing dont le roman Utopolis paraît en 1930 chez un éditeur proche du parti socio-démocrate (SPD) de l'époque, Der Bücherkreis.
La série romanesque d'anticipation en vogue en Allemagne dans les années 1920 s'intitule Phil Morgan, der Herr der Welt (Phil Morgan, le maître du monde). Elle paraît anonymement de 1914 à 1920, avant d'être rééditée à partir de 1922. Les 170 fascicules de longueur variable qui constituent cette série mettent en scène Phil Morgan aux commandes de son « appareil-phénomène », un véhicule tout-terrain qui lui permet de voyager sur terre, sur mer, dans les airs et même dans l'espace.
La République de Weimar assiste également aux débuts littéraires d'un écrivain qui connaîtra un immense succès éditorial : Hans Dominik (1872-1945). Ancien élève de Kurd Laßwitz, Hans Dominik mène de front une carrière d'ingénieur électricien et de journaliste scientifique avant de se consacrer entièrement à l'écriture de romans d'anticipation technique. Au cœur des romans de Hans Dominik, on trouve l'invention scientifique et l'extrapolation technique synthétisées dans la figure centrale de l'ingénieur allemand dont la découverte, fort convoitée, promet d'améliorer le sort des citoyens du monde. Hans Dominik utilise avec une grande efficacité les ressorts littéraires du récit d'anticipation, du roman d'espionnage et de la fiction géopolitique. Il est même l'inventeur d'une forme de narration nouvelle, plus rythmée, faisant se succéder différentes scènes du récit avec une alternance régulière des points de vue et des personnages. Ses premiers succès populaires furent Die Macht der Drei (La puissance des trois, 1921), Atlantis (L'Atlantide, 1924) ou Das Erbe der Uraniden (L'Héritage des Uranides, 1926).

### Science-fiction et nazisme: 1933-1945
Dans les années 1930, l'Allemagne nazie exerce un contrôle idéologique important sur toute la production littéraire par l'intermédiaire de la Reichskulturkammer, créée le 22 septembre 1933. La censure frappe aussi bien les auteurs d'anticipation allemands (comme Kurd Laßwitz, jugé trop démocrate et pacifiste) que la science-fiction d'origine étrangère lorsque l'idéologie n'embrasse pas suffisamment les valeurs du national-socialisme. Cette période de terreur intellectuelle déclenche également une vague d'émigration qui touche le monde naissant de la science-fiction allemande avec, par exemple, la fuite aux États-Unis de l'écrivain Curt Siodmak — qui deviendra plus tard scénariste pour les studios d'Hollywood — et du cinéaste Fritz Lang qui s'était distingué par deux films relevant du genre de l'anticipation : son célèbre film dystopique Metropolis en 1927, puis La Femme sur la Lune (Frau im Mond) en 1929.
Politiquement isolée des productions étrangères, la science-fiction allemande des années 1930 et 1940 est dominée par les romans de Hans Dominik (1872-1945), toujours aussi populaires. Par les thèmes qui y sont abordés et les sujets qui y sont développés, l'œuvre de Hans Dominik s'intègre sans mal à l'idéologie nazie. Si l'auteur est positivement partisan d'une union fédérale des États européens, il manifeste un souci marqué pour le maintien de l'hégémonie allemande sur l'Europe et plus généralement de la race blanche sur le reste du monde. De même, la figure du traître, l'un des éléments-moteurs des intrigues chez Hans Dominik, est toujours un Blanc vendu à une cause étrangère qui finit par payer fort cher sa traîtrise et mourir dans d'horribles souffrances. Les grands succès de Hans Dominik à cette période sont Atomgewicht 500 (Poids atomique 500, 1934) ou Lebensstrahlen (Rayons vitaux, 1938). Treibstoff SR (Carburant RI, 1940), le dernier roman de Hans Dominik, sera même envoyé comme cadeau de Noël aux troupes allemandes stationnées sur le front, malgré la pénurie de papier et de main-d'œuvre dans les imprimeries de cette époque.
Officiellement soutenue par le régime nazi, la théorie de la cosmogonie glaciaire de Hanns Hörbiger continue de nourrir l'imaginaire des auteurs d'anticipation de cette période, tout comme l'énergie atomique du radium ou les ondes cérébrales, mesurées pour la première fois en 1929 par le physiologiste allemand Hans Berger. Dans le domaine de la construction, Egon Hundeicker, avec Alumnit (1934), et Paul Eugen Sieg (1899-1950), avec Detatom (1936), présentent des ingénieurs allemands capables d'inventer un nouveau matériau de synthèse, plus dur que l'acier, mais très léger, qui permet de voyager dans l'espace et d'assurer la suprématie de la technique allemande.
Le concept de Lebensraum, théorisé par Adolf Hitler pour justifier sa politique expansionniste, incite certains auteurs de cette époque à reprendre à leur compte l'ambitieux projet Atlantropa de l'architecte allemand Herman Sörgel : la construction d'un barrage sur le détroit de Gibraltar qui relierait l'Europe au continent africain. Dans Die Brücke des Schicksals (Le Pont du destin), écrit par Wolfgang Lindroder en 1937, ou bien Dämme im Mittelmeer (Des barrages sur la Méditerranée), écrit par Walter Kegel la même année, l'asséchement de la mer Méditerranée permet un gain de territoire important et la fusion territoriale de deux continents entiers. L'idée sera reprise en 1938 par Titus Taeschner dans Eurofrika. Die Macht der Zukunft (Eurafrique. La puissance du futur).
Tandis qu'aux États-Unis le sous-genre du space opera fait ses débuts sous la plume d'Edward Elmer Smith avec, entre autres, le Cycle du Fulgur (débuté en 1934), les auteurs allemands commencent également à faire voyager leurs héros aux confins de l'univers pour y porter le flambeau des valeurs raciales nazies, à l'instar de l'écrivain Stanislaus Bialkowski avec Krieg im All (Guerre dans l'univers, 1935) ou Dietrich Kärrner avec Verschollen im Weltall (Disparus dans l'univers, 1938).
Dans le domaine des romans populaires à épisodes, les années 1930 sont marquées par l'immense succès de Sun Koh, der Erbe von Atlantis (Sun Koh, l'héritier de l'Atlantide), une série de science-fiction écrite par Paul Alfred Müller, alias Lok Myler ou Freder van Holk, entre 1933 et 1936. Tout au long des cent cinquante numéros de la série, Sun Koh, un prince maya héritier du trône de l'Atlantide et archétype de la race aryenne, traverse de nombreuses épreuves avant de retrouver sa terre d'origine, accompagné de son fidèle groom britannique, Hal Mervin, et du champion de boxe noir, Nimba. Paul Alfred Müller mêle dans son œuvre les théories de la terre creuse à la légende antique du continent perdu de l'Atlantide. Son œuvre marquera durablement les auteurs de science-fiction d'après-guerre.

### Science-fiction ouest-allemande: 1949-1990
Après la séparation de l'Allemagne en deux territoires distincts en 1949 (République fédérale d'Allemagne et République démocratique allemande), la science-fiction germanophone ouest-allemande emboîte tout d'abord le pas de Hans Dominik. Mais à partir des années 1950, la littérature anglo-saxonne devient accessible au lectorat allemand avec les premiers récits de A. E. van Vogt, Robert Heinlein ou Arthur C. Clarke qui paraissent dans des traductions parfois très approximatives. Par ailleurs, le paysage éditorial et littéraire de la science-fiction commence à se structurer et les premières collections spécialisées apparaissent.
Les années 1960 sont marquées par deux écrivains en particulier, Karl-Herbert Scheer et Walter Ernsting, un traducteur professionnel qui travaillait pour les éditions Pabel. Désireux d'être publié, ce dernier envoie aux éditeurs allemands ses manuscrits de science-fiction sous un pseudonyme à consonance anglo-saxonne, Clark Darlton, et les présente comme des traductions d'ouvrages américains. C'est ainsi qu'en 1955, Walter Ernstig publie son premier roman UFO am Nachthimmel (Un OVNI dans le ciel de la nuit) et fonde à Francfort-sur-le-Main le Club allemand de science-fiction, une association destinée à encourager les jeunes auteurs d'anticipation allemands. Les thèmes de prédilection de Walter Ernsting sont à cette époque la menace nucléaire sur fond de Guerre froide et la possible origine extra-terrestre de l'humanité - une idée qu'il reprendra à l'ufologue suisse Erich von Däniken. Mais l'événement majeur se produit en 1961, lorsque les éditions Moewig chargent Walter Ernsting et Karl-Herbert Scheer de créer une nouvelle série de SF à parution hebdomadaire en trente ou cinquante numéros, avec des héros récurrents. C'est ainsi que naquit l'une des séries à bas prix les plus populaires d'Allemagne, le cycle Perry Rhodan. La série exploite toutes les ressources narratives et littéraires du space opera et de la SF militaire, développant une science-fiction qui se concentre tout d'abord sur l'action et l'aventure avant de s'engager, un peu plus tard, sur une voie plus spirituelle et philosophique. Dès 1967, l'univers romanesque de la série est tel que les éditeurs insèrent dans chaque nouveau numéro une page Dictionnaire Perry Rhodan et une page dédiée aux lecteurs, tandis que la série sort également sous forme de bande dessinée. L'équipe des auteurs de Perry Rhodan compte des noms aussi célèbres que Kurt Brand, Kurt Mahr, William Voltz, H. G. Ewers, Marianne Sydow ou Thomas Ziegler.
Au même moment, Herbert W. Franke, écrivain d'origine autrichienne, commence sa carrière littéraire avec deux romans, Das Gedankennetz (Le Réseau de pensées, 1961) et Der Orchideenkäfig (La Cage aux orchidées,1961), qui interrogent les notions de réalité et de virtualité tout en explorant les ressources du cerveau humain. Herbert W. Franke domine alors largement la production littéraire germanophone des années 1970 et 1980, avec des romans comme Zone Null (Zone zéro, 1972) ou Die Kälte des Weltraums (La Froidure de l'espace, 1984). Il est bientôt rejoint par des auteurs de premier ordre comme Carl Amery (à partir de 1974), avec Das Königsprojekt (Le projet royal, 1974) ou Der Untergang der Stadt Passau (La chute de la ville de Passau, 1975), un bref « exercice digital » qui lui est inspiré par Un cantique pour Leibowitz de Walter M. Miller ou Wolfgang Jeschke qui se distingue avec Der letzte Tag der Schöpfung (Le Dernier Jour de la Création), prix Kurd-Laßwitz du meilleur roman en 1981, et l'édition de Das Science-Fiction-Jahr, un almanach spécialisé qui propose des articles de fond, des présentations d'ouvrages et des critiques. Pendant ce temps, le tirage de la série Perry Rhodan atteint les 200 000 exemplaires par semaine au milieu des années 1970. En 1980, à l'occasion du millième numéro de la série, la première convention mondiale « Perry Rhodan » est organisée à Mannheim.
Peu à peu, le ton des romans d'anticipation d'Allemagne de l'Ouest change et laisse la place à une certaine forme de désillusion, voire de méfiance à l'encontre de la technique. L'archétype de l'ingénieur allemand porte-étendard d'une certaine forme d'hégémonie culturelle est définitivement abandonné. Assimilant les progrès techniques à une forme avancée de limitation des libertés individuelles, les auteurs allemands se tournent désormais vers la dystopie. Mais à part la série Perry Rhodan, la science-fiction allemande a beaucoup de mal à sortir de ses frontières. En 1980, le Club allemand de science-fiction crée le prix allemand de science-fiction, un prix littéraire doté, exclusivement réservé aux productions allemandes. Conçu pour dynamiser la création littéraire du pays et encourager les jeunes auteurs, cette distinction littéraire ne réussit pourtant pas à jouer le rôle moteur que pouvaient avoir les prix équivalents aux États-Unis.

### Science-fiction et socialisme en RDA: 1949-1990
Après la création de la République démocratique allemande en 1949 naît la littérature de science-fiction d'inspiration socialiste, appelée wissenschaftlich-phantastische Literatur (« littérature fantastique scientifique ») ou bien utopische Literatur (« littérature utopique »). Inspirée des grands modèles littéraires que restent Jules Verne, Kurd Laßwitz et Hans Dominik, la SF est-allemande se développe de manière autonome, coupée de la production américaine, censurée dans les pays socialistes. Même le terme de Science Fiction est désormais un mot à proscrire, car il renvoie idéologiquement à l'idée d'une littérature anti-humaniste et impérialiste. Du point de vue socialiste, la seule légitimation possible de la littérature d'anticipation est l'utopie, ce concept socio-historique qui sert à la fois de fondement et d'aboutissement au travail de transformation sociale mis en place dans les pays de l'Est.
La science-fiction est-allemande commence dès 1949 avec un roman de Ludwig Turek intitulé Die Goldene Kugel (La Sphère d'or). Les années 1950, marquées par le roman ouvrier et le contexte politique de la guerre froide, voient naître une littérature utopique, relativement uniforme quant à ses thèmes, qui présente dans l'ensemble un communisme victorieux qui a définitivement aboli la faim, la maladie, l'argent et le crime. Dans ces visions idéologiques du futur, les citoyens travaillent à la mode socialiste, chacun selon ses capacités, chacun selon ses besoins. L'optimisme des auteurs de l'époque, porté par l'espoir sincère en un autre monde possible, est également encouragé par un système de censure étatique et d'autocensure idéologique. Les auteurs marquants de l'époque sont Klaus Kunkel avec Heißes Metall (Métal brûlant, 1952), Heinz Vieweg avec Ultrasymet bleibt geheim (Ultrasymet reste secret, 1955), H. L. Fahlberg avec Erde ohne Nacht (Une Terre sans nuit, 1956) et Eberhardt del'Antonio avec Gigantum (1957).

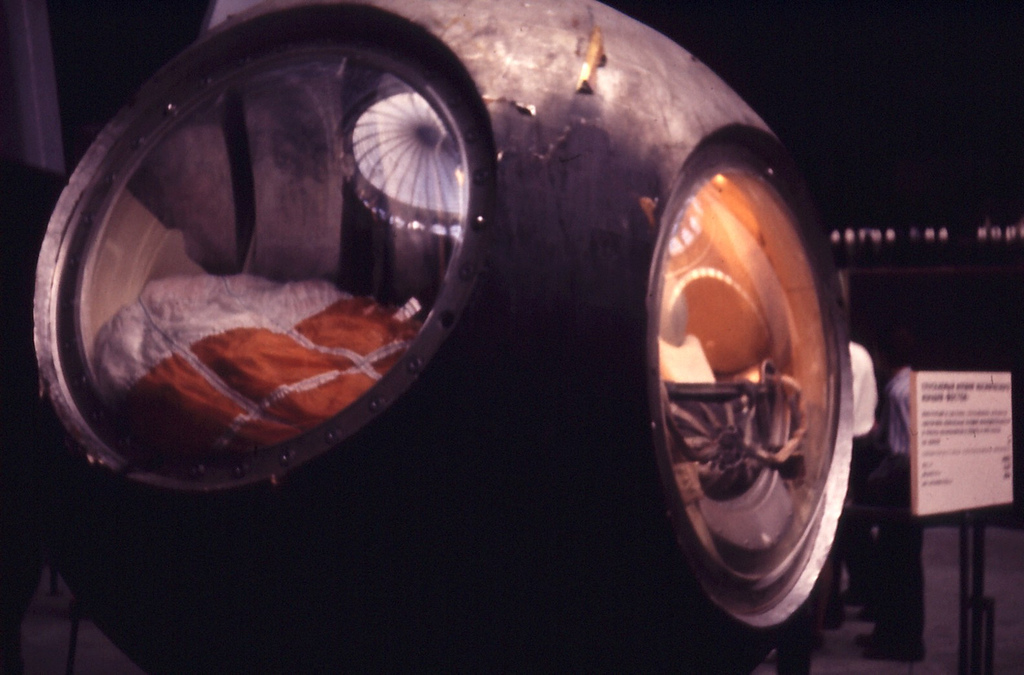
La capsule dans laquelle Youri Gagarine a effectué le premier vol spatial

Après la réussite du lancement du Spoutnik en 1957 et le premier vol de l'Homme dans l'espace avec le cosmonaute Youri Gagarine en 1961, le courant littéraire des années 1960 en science-fiction exploite tout d'abord les ressources narratives de l'aventure spatiale avant de se concentrer sur le Real-Phantastik, un réalisme fantastique qui conçoit la science-fiction sous son aspect prédictif pour l'avenir. Les auteurs marquants de l'époque sont Eberhardt del'Antonio avec Titanus (Titanus, 1959), Günther Krupkat avec Die große Grenze (La grande frontière, 1960) ou Carlos Rasch avec Im Schatten der Tiefsee (À l'ombre des profondeurs de l'océan, 1965).
À partir des années 1970, la littérature de science-fiction est-allemande délaisse l'utopie spatiale interplanétaire pour gagner en profondeur philosophique. Elle s'approprie de nouvelles techniques littéraires et commence à exprimer un point de vue plus critique sur la société, souvent sur le mode de l'ironie. L'utopie positive se teinte de nuances dystopiques et donne naissance à une littérature ambivalente qui laisse poindre une profonde désillusion politique. Ces années sont également marquées par de nombreuses créations de clubs de science-fiction à l'initiative de fans ou d'auteurs, dont le plus important est le Arbeitskreis Utopische Literatur (Cercle de travail sur la littérature utopique), fondé en mars 1972. Cependant, l'absence du droit de réunion oblige les fans à se retrouver au sein des grandes institutions socialistes comme les Universités ou les organisations culturelles de masse et rend difficile la réservation de locaux. Cette même année 1972, l'affaire Rolf Krohn jette un froid sur le monde déjà fragile des clubs de science-fiction est-allemands. Dans le cadre des activités du Stanislas-Lem-Klub, l'étudiant Rolf Krohn est radié à vie de l'université de Dresde par une secrétaire du parti socialiste qui l'accuse de tenir des propos antisocialistes et d'ouvrir la porte à l'idéologie ennemie. Une chasse aux sorcières s'organise alors et le club cesse toute activité en 1973. Les auteurs marquants de cette époque sont Johanna et Günther Braun, avec Der Irrtum des großen Zauberers (L'Erreur du Grand Enchanteur, 1972), Heiner Rank avec Die Ohnmacht der Allmächtigen (L'Impuissance des Tout-puissants, 1973), Herbert Ziergiebel avec Zeit der Sternschnuppen (Le Temps des étoiles filantes, 1972).

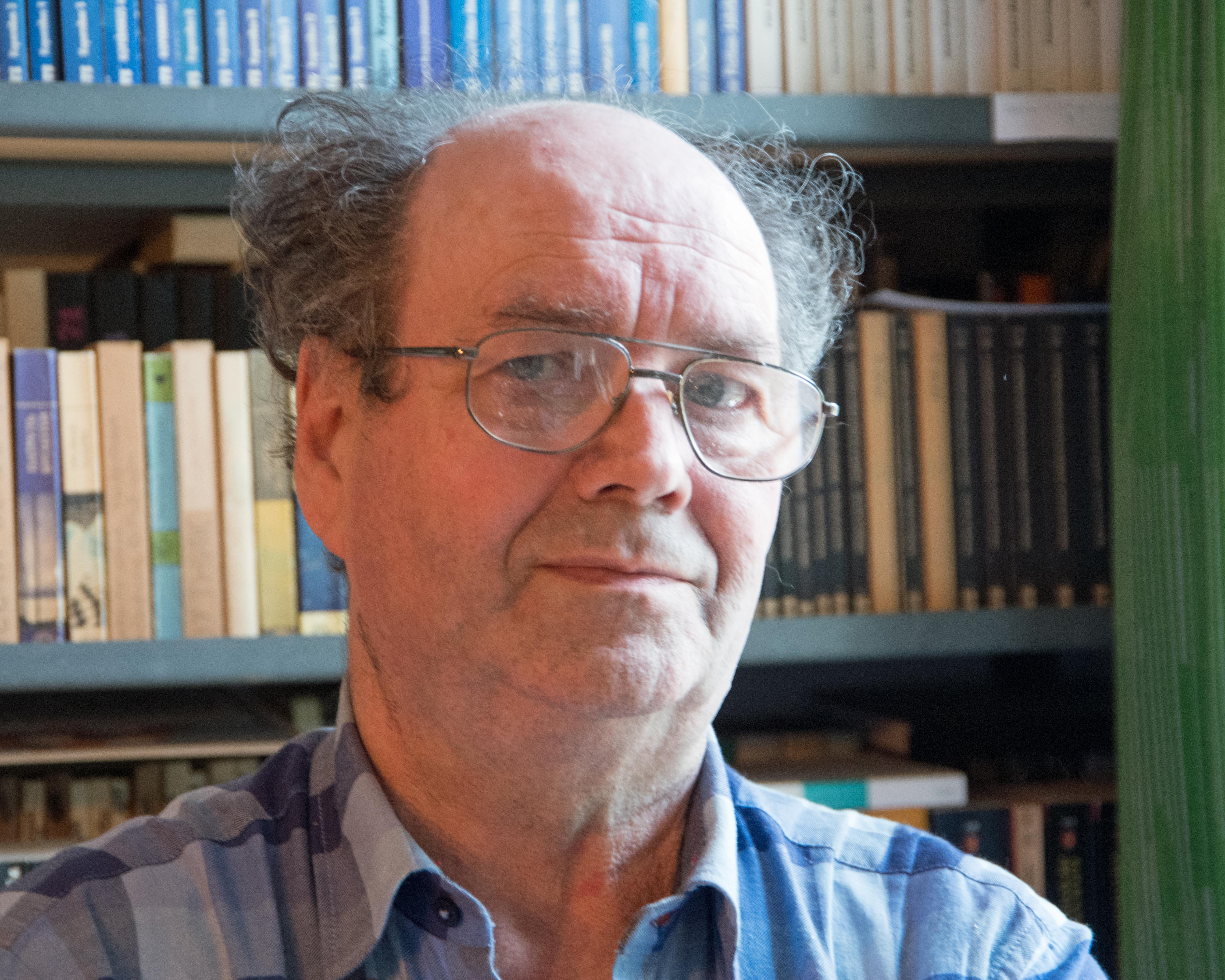
Erik Simon, écrivain et éditeur de science-fiction

À la fin des années 1970 et au début des années 1980, la censure d'État exercée par le « Service des éditions et du commerce du livre » s'assouplit notablement. En 1978, par exemple, l'édition est-allemande du roman Le Meilleur des mondes de Aldous Huxley est enfin autorisée. Mais dans le même temps, l'État fait preuve d'une plus grande vigilance sur tout ce qui est publié dans le domaine de la littérature utopique. Ces années sont marquées par une grande diversification de la production littéraire, avec une offre qui s'adresse à tous les publics (jeunesse, adolescents, adultes), balaie tous les genres (de la littérature triviale aux romans profondément philosophiques à la structure complexe) et en approfondit les aspects purement stylistiques et formels. Du point de vue thématique, les auteurs des années 1980 délaissent la conquête spatiale et les aspirations utopiques traditionnelles du genre pour s'intéresser de plus près aux problèmes réels induits par le progrès des techno-sciences. La science-fiction n'a plus simplement une fonction prédictive, elle assume désormais un rôle préventif en questionnant l'avenir sur le danger inhérent au progrès technique. Les auteurs marquants de cette époque sont Gert Prokop avec Wer stiehlt schon Unterschenkel ? (Qui aurait l'idée de voler des jambes ?, 1977), Arne Sjöberg avec Die stummen Götter (Les dieux silencieux, 1978), Angela et Karlheinz Steinmüller avec Andymon (Andymon, 1982), Rainer Fuhrmann avec Medusa (Méduse, 1985), Michael Szameit avec Drachenkreuzer Ikaros (Le croiseur Icare, 1987). Du point de vue éditorial, l'un des personnages-clés du monde de l'édition fut sans doute Erik Simon qui exerça à la fois les métiers d'écrivain, de traducteur, de critique et d'éditeur de science-fiction en RDA. Il traduisit de nombreux textes de science-fiction en provenance d'URSS, de Bulgarie ou des pays anglo-saxons et contribua aux recherches théoriques faites sur le genre en RDA.

### Renouveau de la SF allemande après la réunification

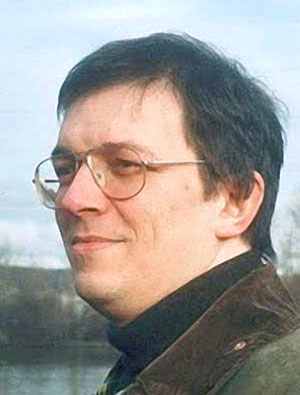
Andreas Eschbach, auteur Des milliards de tapis de cheveux.

Les années 1990 se distinguent à la fois par une nouvelle orientation de la politique éditoriale dans le domaine de la science-fiction et par le renouveau du genre grâce à l'apparition d'une jeune génération d'auteurs nés après la Seconde Guerre mondiale.
Dans le monde de l'édition, cette période est marquée par la réédition des classiques du genre, tels ceux de Kurd Laßwitz et de Hans Dominik dans une version originale non expurgée. Ainsi, le roman-fleuve du premier, Auf zwei Planeten, est publié pour la première fois en 1998 dans sa version intégrale, tandis que certains romans du second sont publiés en version intégrale et critique chez Heyne à partir de l'année 1997.
Parmi les jeunes auteurs allemands acclamés par la critique et bardés de prix spécialisés, on peut citer Andreas Eschbach, Michael Marrak, Marcus Hammerschmitt ou Frank Schätzing, même si ce dernier est plus éclectique. C'est le premier roman d'Andreas Eschbach, Des milliards de tapis de cheveux, paru outre-Rhin en 1996 (1999 en France), qui ouvre la voie à cette nouvelle génération d'écrivains. Il est bientôt rejoint par Michael Marrak, avec Lord Gamma (2000), un roman très remarqué par la critique, et par Frank Schätzing, avec Abysses (Der Schwarm, 2004), un techno-thriller à l'américaine qui valut à son auteur une première place au classement des meilleures ventes de l'année 2005, tous domaines confondus. Ces succès sont d'autant plus remarquables que les années 2000 sont également marquées par un net regain d'intérêt du public et des éditeurs pour la fantasy au détriment de la science-fiction. Le succès mondial des Harry Potter de J. K. Rowling et de l'adaptation au cinéma du Seigneur des Anneaux illustre ce tournant.
Après la réunification, les auteurs d'ex-RDA ont en revanche beaucoup plus de mal à vivre de leur plume à cause de l'effondrement du marché du livre de science-fiction est-allemand et d'une conjoncture concurrentielle exacerbée. Michael Szameit publie par exemple Copyworld en 1999, un roman écrit à l'origine sous le régime socialiste en 1989, mais dont le manuscrit était, aux dires de l'auteur, resté caché dans un grenier pour le protéger des fouilles inopinées de la Stasi. D'autres, comme Angela et Karlheinz Steinmüller, reconvertis dans le domaine de la prospective économique, continuent de publier quelques romans d'anticipation, mais tentent surtout de mieux faire comprendre ce qu'était la science-fiction est-allemande avec des ouvrages historiques et critiques sur la période socialiste.
Dans le domaine de la série de SF grand public, Jo Zybell et les éditions Bastei lancent une nouvelle série de SF post-apocalyptique, Maddrax, qui raconte l'histoire d'un pilote de chasse propulsé 500 ans dans le futur, après qu'une comète a percuté la Terre. En Allemagne, le succès de cette série est tel qu'une traduction française débute en 2007, aux éditions EONS.
À partir de 2007, les éditions suisses Unitall publient une série de romans de science-fiction militaire néo-nazie intitulée Stahlfront (Le front d'acier). L'auteur présumé, Torn Chaines, met en scène des héros aryens à l'idéologie nationaliste émaillée de réminiscences de l'Allemagne nazie. Cette série a été mise à l'index en 2009 par la Bundesprüfstelle für jugendgefährdende Medien, une agence du gouvernement fédéral allemand qui vérifie les contenus et leur accessibilité pour la jeunesse.

## De la littérature générale à la science-fiction
Certains écrivains de littérature générale ont fait quelques incursions remarquées dans le domaine de la science-fiction par le biais de l'utopie, de la dystopie ou de l'uchronie. Souvent même, la grande qualité littéraire de leurs œuvres en a fait des références dans le genre. Dans cette catégorie, on peut citer par ordre chronologique de parution des œuvres :
- Alfred Döblin, Berge, Meere und Giganten (Montagnes, mers et géants), 1924 ;
- Hermann Hesse, Das Glasperlenspiel (Le Jeu des perles de verre), 1943 ;
- Franz Werfel, Stern der Ungeborenen (L'Étoile de ceux qui ne sont pas nés), 1946 posthume ;
- Egon Friedell, Die Reise mit der Zeitmaschine (Le Voyage avec la machine à remonter le temps), 1946 posthume ;
- Ernst Jünger, Heliopolis, Rückblick auf eine Stadt (Héliopolis), 1949 et Gläserne Bienen (Abeilles de verre), 1957 ;
- Walter Jens, Nein. Die Welt der Angeklagten (Non. Le monde des accusés), 1950 ;
- Arno Schmidt, Die Gelehrtenrepublik (La République des savants), 1957 ;
- Otto Basil, Wenn das der Führer wüsste (Si le Führer savait...), 1966 ;
- Gudrun Pausewang, Die Wolke (Le Nuage), 1987 ;
- Christian Kracht, Ich werde hier sein im Sonnenschein und im Schatten (Je serais alors au soleil et à l'ombre), 2008.

## Magazines spécialisés
L'histoire des magazines allemands de science-fiction se caractérise par une succession d'échecs ou de semi-échecs éditoriaux. Les différents éditeurs allemands ne réussirent jamais à faire jouer à leur magazine le rôle moteur qui était celui des pulps magazines américains. Le critique, éditeur et essayiste autrichien Franz Rottensteiner a relaté dans un essai daté de 2002 l'histoire des magazines de science-fiction de langue allemande.
Le premier magazine de science-fiction allemand paraît en 1955. D'abord intitulé Utopia-Sonderband, il est ensuite renommé Utopia Science Fiction Magazin entre 1956 et 1957, puis Utopia Magazin jusqu'à son vingt-sixième et dernier numéro en 1959. Sont publiés des récits de jeunes auteurs allemands ou d'écrivains américains encore peu connus à l'époque en Allemagne, à l'exception notable de Robert A. Heinlein, Arthur C. Clarke, Jack Vance, Murray Leinster, A. E. van Vogt ou Isaac Asimov. Le magazine propose également des articles et des critiques de SF (certaines écrites par Walter Ernsting) ainsi que des articles de vulgarisation scientifique. En 1958 naît le magazine Galaxis, l'édition allemande du magazine américain Galaxy, qui ne publie pratiquement que des nouvelles traduites de l'anglais parues dans le magazine américain. Le rédacteur en chef du magazine, Lothar Heinecke, procédait cependant à des retouches et à des simplifications fréquentes sur les textes originaux. Du point de vue littéraire et politique, les textes étaient de meilleure qualité que ceux publiés dans Utopia Magazin. Galaxis publia des nouvelles d'auteurs comme Robert Sheckley, Frederik Pohl, Clifford D. Simak, Hal Clement, Cordwainer Smith, Damon Knight, etc. La revue Galaxis sortit quinze numéros entre 1958 et 1959 au format revue. Entre 1965 et 1970, parurent également quatorze numéros de Galaxy au format de poche.
Comet, das Magazin für Science Fiction, Fantasy & Raumfahrt (Comète, le magazine de science-fiction, fantasy et voyage spatial) parut entre 1977 et 1978 en six numéros. Renommé Nova 2001, le magazine ressuscite en 2001, le temps de cinq numéros, puis s'arrête. Le Perry Rhodan Magazin, spécialisé dans les annonces et critiques de films de science-fiction, sort son premier numéro en 1978 sous le titre Perry Rhodan Sonderheft (Hors-série Perry Rhodan). Puis le titre est modifié, les numéros 2 à 5 sortent sous le titre Perry Rhodan SF Sonderheft (Hors-série Perry Rhodan SF), tandis que les numéros 6 et 7 s'appellent Perry Rhodan SF Magazin. Finalement, Perry Rhodan Magazin sera le titre définitif du huitième au vingt-huitième et dernier numéro en 1981. La revue paraît à un rythme mensuel ou bimensuel.
Le Heyne SF-Magazin, édité par Wolfgang Jeschke, paraît en douze numéros entre 1981 et 1985. De meilleure qualité que les précédents, ce magazine propose des articles amateurs ou semi-professionnels, des récits allemands ou étrangers et des critiques littéraires. À cette même période, Deutsches Science Fiction Magazin (Le Magazine allemand de science-fiction), édité par Wolfgang Dülm, paraît en neuf numéros entre 1981 et 1985, puis il fut renommé Phantastic Times en 1986. Phantastisch!, le magazine d'Achim Havemann, connaît trois numéros en 2001.
L'année de la réunification allemande voit naître Alien Contact. Magazin für Science Fiction und Fantasy, un magazine de facture classique qui publie des nouvelles, des articles de fonds et des critiques. La publication sur papier s'arrêtera en 2002 pour passer au format numérique avec une édition en ligne qui sera elle-même interrompue en 2005 avec le soixante-huitième et dernier numéro. Le projet de magazine se double en 1999 d'un projet éditorial qui donne naissance aux éditions SHAYOL.

## La littérature de science-fiction allemande et le monde de l'édition

### En Allemagne
Les grands éditeurs qui publient de la science-fiction au sens moderne du terme sont, au début du XXe siècle, Elischer Verlag, Leipzig, avec l'édition des œuvres de Kurd Laßwitz dans les années 1910 et 1920, August Scherl Verlag, une grande maison d'édition de Berlin qui publie les œuvres de Paul Eugen Sieg et de Hans Dominik dans les années 1930 et 1940, et enfin Gebrüder Weiss Verlag, une maison d'édition berlinoise à l'origine de deux collections consacrées au genre de la SF, Utopische Taschenbücher [Livres de poche utopiques] et Die Welt von morgen [Le Monde de demain] qui contribuent à encadrer le genre dans les années 1950 et publient les premières traductions de romans anglo-saxons. Après la Seconde Guerre mondiale, les ouvrages de science-fiction sont également édités et diffusés par les kommerziellen Leihbibliotheken, des bibliothèques de prêt privées qui se spécialisent dans le roman populaire.
Plus récemment, c'est le groupe Bertelsmann, et sa holding Random House, qui se distingue dans le genre de la science-fiction avec des maisons d'éditions comme Heyne et Goldmann, éditeurs à bon marché des grands classiques anglo-saxons de la science-fiction. Autre maison d'édition de Bertelsmann, Blanvalet, éditeur de séries commerciales comme Star Wars, Dune, Barrayar, aujourd'hui spécialisé dans la fantasy.
Le groupement d'édition Lübbe joue également un rôle important, avec des collections comme Lübbe et Bastei-Lübbe, éditeurs de la jeune génération d'auteurs de SF allemande comme Andreas Eschbach ou Michael Marrak et de classiques à bon marché. Dans des domaines plus spécialisés, on trouve les éditions Pabel-Moevig, éditeur historique de la série allemande Perry Rhodan, ou le petit éditeur berlinois Shayol qui réédite les œuvres d'auteurs d'ex-RDA et des classiques allemands.
À partir des années 1970, les grands éditeurs allemands confient leurs collections spécialisées à des écrivains de science-fiction renommés qui font paraître en traduction le meilleur de la production anglo-saxonne et s'efforcent de promouvoir des œuvres germanophones de qualité. Ainsi, Herbert W. Franke devient directeur de collection chez Goldmann, Wolfgang Jeschke dirige jusqu'en 2002 les SF-Reihen des éditions Heyne et Hans Joachim Alpers effectue un travail similaire aux éditions Droener-Knaur et Moewig. Les années 1980 sont marquées par l'apparition d'une pléthore de collections spécialisées qui font de l'Allemagne, à cette époque, le pays où paraissent le plus de romans de SF en Europe. Mais cette politique commerciale excessive entraînera une saturation du marché dans les années 1990.
En dehors des maisons d'édition spécialisées, Herbert W. Franke, un auteur classique de science-fiction, fut également publié par un grand éditeur allemand traditionnel comme Suhrkamp.

### En France
Jusqu'à la fin des années 1990, l'édition française de romans d'anticipation technique allemands ne semble répondre à aucun projet éditorial cohérent. L'anticipation allemande apparaît au sortir de la Seconde Guerre mondiale chez Fernand Nathan Éditeur qui publie, dans « Aventures et voyages », une collection destinée à la jeunesse, trois romans de Otfrid von Hanstein. Dans les années 1960, la collection « Le Rayon fantastique », dirigée par Georges H. Gallet chez Hachette et Gallimard, fait une incursion dans le domaine allemand avec un roman déjà vieux de trente ans, Druso, de Friedrich Freksa. Enfin, la célèbre collection « Ailleurs et Demain », dirigée par Gérard Klein chez Robert Laffont, publie à son tour deux romans allemands, Zone zéro de Herbert W. Franke et L'étoile de ceux qui ne sont pas encore nés de Franz Werfel. Les éditions Denoël publient entre 1964 et 1981 deux romans d'anticipation allemands, intitulés respectivement : La Cage aux orchidées de Herbert W. Franke et Le Dernier Jour de la Création de Wolfgang Jeschke. Même une série à succès comme Perry Rhodan est publiée en France dans des conditions très peu satisfaisantes avec des numéros manquants ou bien paraissant dans le désordre.
C'est seulement à la fin des années 1990 que les éditions L'Atalante, spécialisées dans le fantastique, la fantasy et la science-fiction, proposent dans une collection dénommée La Dentelle du cygne toute une série de romans d'anticipation allemands contemporains, soit issus de la nouvelle génération montante comme Andreas Eschbach (entre 1999 et 2008) ou Michael Marrak (en 2003), soit écrits par des auteurs déjà confirmés et récompensés par le Prix allemand de science-fiction, comme Wolfgang Jeschke, en 2007. De même, les éditions Eons publient, sous la direction de Jean-Luc Blary, de nombreux romans de science-fiction allemande, généralement issus de la série Perry Rhodan ou Maddrax.
Dans le sous-genre particulier de la nouvelle d'anticipation, des anthologistes comme Jörg Weigand et Daniel Walther ont régulièrement proposé au public francophone un panorama de la production allemande ancienne et actuelle. Jörg Weigand publia deux volumes intitulés Demain l'Allemagne..., parus aux éditions OPTA en 1978 et 1980, tandis que Daniel Walther fut l'éditeur de Science-fiction allemande. Étrangers à Utopolis, également en 1980.

## Prix et récompenses
Les prix les plus importants dans le domaine de la science-fiction germanophone sont allemands. Ils récompensent aussi bien des auteurs que des films, des traducteurs ou des éditeurs spécialisés. Les prix allemands n'ont malheureusement pas le rayonnement international des prix américains et récompensent en premier lieu les auteurs de langue allemande. On distingue deux grands prix germanophones :
- Prix allemand de science-fiction, prix doté de 1 000 € et décerné au meilleur roman allemand et à la meilleure nouvelle allemande de l'année précédente ;
- Prix Kurd-Laßwitz, non doté, décerné aux meilleurs romans allemands et étrangers de l'année précédente.

Il est à signaler que pendant une courte durée, Hugo Gernsback avait donné l'autorisation à Walter Ernsting de créer un Prix Hugo allemand qui fut décerné par le Club allemand de science-fiction, puis par les éditions Pabel, en accord avec Hugo Gernsback et le bureau du prix Hugo américain. Ce prix fut décerné de 1957 à 1959, puis de 1966 à 1967, puis en 1978, à des auteurs allemands de science-fiction.